# Front Republicà
Front Republicà (FR, Frente Republicano en español) fue una coalición electoral de izquierdas, republicana e independentista, formada por Poble Lliure, Som Alternativa y Piratas de Cataluña, y con el apoyo de La Forja. La candidatura se presentó a las elecciones generales españolas de abril de 2019 en las diferentes provincias de Cataluña.

## Historia
La coalición se presentó el 15 de marzo de 2019 en la sede del Centro Internacional Escarré para las Minorías Étnicas y Nacionales (CIEMEN) e incluía Poble Lliure, Som Alternativa y Piratas de Cataluña. Se presentó a las elecciones españolas de abril de 2019 y fue liderada por Albano Dante Fachin, Maribel Rodríguez Rivero, Guillem Fuster, Mireia Caldés y Roger Español. Sin embargo, no consiguió ningún escaño ni en el Congreso ni en el Senado.

## Composición
| Partido | Partido              |
| ------- | -------------------- |
|         | Poble Lliure (PL)    |
|         | Som Alternativa      |
|         | Pirates de Catalunya |

## Resultados electorales
La coalición no consiguió ningún escaño en las  Generales de 2019
| Provincia | Votos  | %    | Diputados |
| --------- | ------ | ---- | --------- |
| Barcelona | 84 408 | 2,72 | 0         |
| Girona    | 14 271 | 3,75 | 0         |
| Lleida    | 6 156  | 2,74 | 0         |
| Tarragona | 8 173  | 1,96 | 0         |